# Alessandro Lami
Alessandro Lami, född  27 januari 1949 i Rosignano Marittimo, död 8 mars 2015 i Livorno, var en italiensk klassisk filolog. Hans mes kända verk är De opinionibus propriis. 